# Proboscidea altheifolia

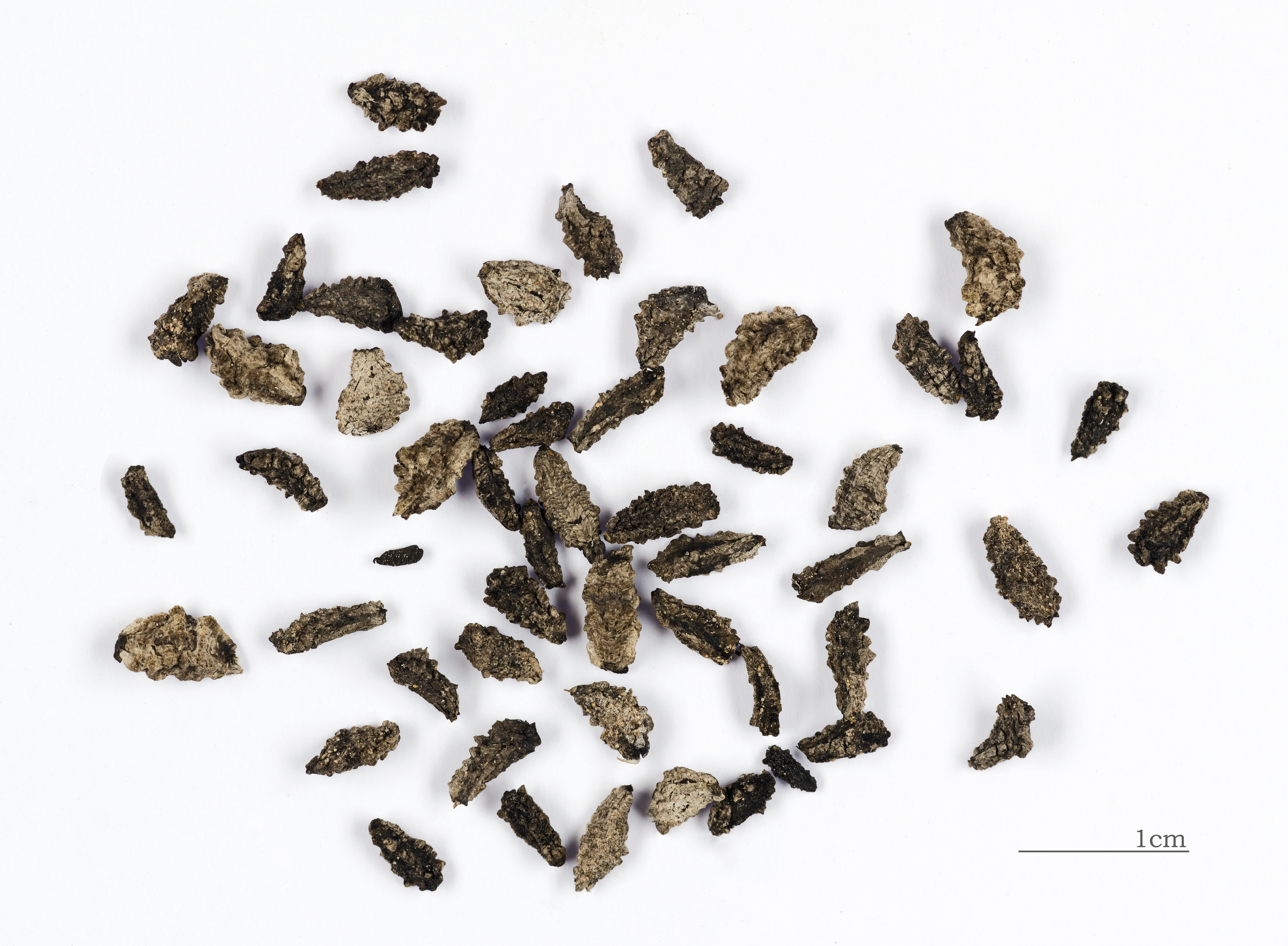
Frön

Proboscidea altheifolia är en martyniaväxtart som först beskrevs av George Bentham, och fick sitt nu gällande namn av Dcne.. Proboscidea altheifolia ingår i släktet bockhornssläktet, och familjen martyniaväxter. Inga underarter finns listade i Catalogue of Life.